# قدرة حيوية
القدرة البيولوجية (بالإنجليزية: biocapacity or biological capacity)‏ لنظام بيئي ما هي تقدير إنتاجه من مواد بيولوجية معينة مثل الموارد الطبيعية وامتصاصه لمواد أخرى مثل ثاني أكسيد الكربون وتصفيته الجو منها.
يُعبَّر عن القدرة البيولوجية من خلال عدد الهكتارات العالمية للشخص الواحد، وبذلك فهي مرتبطة بالتلوث الذي يسببه الإنسان. والهكتار العالمي هو وحدة معدلة تمثل متوسط الإنتاجية البيولوجية لجميع الهكتارات المنتِجة على كوكب الأرض خلال السنة (إذ لا تنتج جميع الهكتارات نفس الكمية من خدمات النظام البيئي). وتُحسب القدرة البيولوجية بالاعتماد على بيانات الأمم المتحدة المرتبطة بعدد السكان والمساحة، وقد تًسجَل على مستويات إقليمية مختلفة، مثل المدينة أو الدولة أو العالم بجملته.
على سبيل المثال، كان ثمة 12.2 مليار هكتار من المساحات البرية والمائية المنتِجة بيولوجيًا على ظهر هذا الكوكب في عام 2016، وبتقسيمها على عدد البشر الأحياء ذلك العام، وهو 7.4 مليار نسمة، نحصل على قدرة بيولوجية تبلغ 1.6 هكتار عالمي للشخص الواحد. وتتضمن هذه الـ 1.6 هكتار عالمي مناطق الأنواع البرية التي تتنافس مع البشر من أجل المساحة.
وتُستخدم القدرة البيولوجية إلى جانب البصمة البيئية وسيلةً لقياس تأثير الإنسان على البيئة. القدرة البيولوجية والبصمة البيئية هما أداتان وضعتهما شبكة غلوبال فوتبرنت نيتوورك (الشبكة العالمية للبصمة) كي تُستخدما ضمن دراسات الاستدامة في أنحاء العالم.

## تطبيقات القدرة البيولوجية
يمكن للزيادة في تعداد السكان العالمي أن تسبب تناقصًا في القدرة البيولوجية، ويرجع هذا عادةً إلى حقيقة توجّب الاشتراك في موارد الأرض، لذلك تنقص كمية الموارد التي تلبي الحاجة المتزايدة للسكان ذوي الأعداد المتزايدة. مؤخرًا، بات بالإمكان حل هذه القضية عن طريق التعهيد، غير أن الموارد ستنفد بسبب تزايد الطلب وقد يكون انهيار النظام البيئي عاقبةً لمثل هذه الإجراءات. حين تصبح البصمة البيئية أكبر من القدرة البيولوجية للسكان، يكون قصور القدرة البيولوجية أمرًا متوقع الحدوث. ويُستخدم مصطلح «القدرة البيولوجية العالمية» أحيانًا لوصف القدرة الإجمالية لنظام بيئي ما على دعم النشاط والتغيرات المتنوعة المستمرة. حين تتجاوز البصمة البيئية لشريحة بشرية ما القدرةَ البيولوجية للبيئة التي تعيش فيها، يُسمى هذا بـ«قصور القدرة البيولوجية». ويأتي هذا القصور من ثلاثة مصادر: الإفراط في استهلاك النظام البيئي، أو صافي الواردات، أو استخدام المشاعات العالمية. تقترح أحدث البيانات الصادرة عن شبكة غلوبال فوتبرنت نيتوورك أن البشرية كانت تستهلك ما يعادل 1.7 كوكب أرض في عام 2016. وينتج العامل الأبرز لفرط الاستهلاك البيئي العالمي عن انبعاثات ثنائي أكسيد الكربون الناشئة عن إحراق الوقود الأحفوري، إضافة إلى عوامل أخرى يمكنها أن تساهم في تفاقم المشكلة مثل غازات الدفيئة والتغيرات المناخية وتحمض المحيطات. وبالاستناد على تعريف القدرة البيولوجية، فإن استهلاك 1.7 كوكب أرض يعني أن تتعرض الموارد المتجددة للاستنزاف بسبب استهلاكها بمعدل أسرع من قدرتها على التجدد. وبناء على ذلك، ستستغرق الموارد التي تستهلكها البشرية خلال سنة واحدة مدةَ سنة وثمانية أشهر كي تتجدد، ومن ضمن ذلك امتصاص كل النفايات التي ننتجها. أي أننا، بصياغة أخرى، بدلًا من استهلاك قيمة سنة واحدة من الموارد سنويًا، فنحن نستهلك كل عام مواردَ ينبغي أن تكفينا لمدة سنة وثمانية أشهر.
بالإضافة إلى ما سبق، إن ازدادت حدة هذه المشكلة، فستُحوَّل بعض المساحات إلى محميات طبيعية بهدف حفظ نظامها البيئي. وتتضمن التوعية حول مواردنا المستنزفة كلًا من الأراضي الزراعية وموارد الغابات والمراعي. بناءً على ذلك، يمكن للقدرة البيولوجية المستخدمة بالتضافر مع البصمة البيئية أن تُبين ما إن كانت شريحة سكانية أو منطقة أو دولة أو جزء ما من العالم يعيش في نطاق مقدّراته أم لا. ووفقًا لذلك، تُعرف دراسة القدرة البيولوجية والبصمة البيئية باسم «تحليل البصمة البيئية».
وتتأثر القدرة البيولوجية أيضًا بالتكنولوجيا المستخدمة خلال العام. فبظهور التقنيات الجديدة، لا يكون واضحًا ما إن كانت التكنولوجيا المستخدمة في العام المدروس جيدة أو سيئة، غير أن التكنولوجيا تؤثر في إمدادات الموارد والطلب عليها، ما ينعكس تأثيره بدوره على القدرة البيولوجية. وبذلك قد يتغير ما يُعتبر «مفيدًا» بين عام وآخر (على سبيل المثال، يؤدي استخدام حطب الذرة من أجل إنتاج الإيثانول السليولوزي إلى تحول حطب الذرة إلى مادة مفيدة، فتزداد بالتالي القدرة البيولوجية للأراضي المزروعة بالذرة).
وعلاوة على ذلك، فقد وضع علماء البيئة مقاييس للبصمة البيئية لكل فرد تحدد ما إن كان يستهلك أكثر مما هو متاح له ضمن شريحته السكانية، ويعقب ذلك تطبيق نتيجة قدرته البيولوجية على بصمته البيئية من أجل تحديد مقدار مساهمته في التطور المستدام للموارد أو استهلاكه منه.
بشكل عام، القدرة البيولوجية هي كمية الموارد المتوفرة في لحظة زمنية محددة لشريحة سكانية معينة (أي المؤونة)، ويجب التمييز بينها وبين البصمة البيئية، وهي المطالب البيئية لنظام بيئي محلي. يمكن للقدرة البيولوجية أن تحدد الآثار التي تخلفها البشرية في كوكب الأرض. وبتحديد إنتاجية منطقة من الأرض (مثل الموارد المتاحة فيها للاستهلاك البشري)، ستتمكن القدرة البيولوجية من التنبؤ بالآثار الواقعة على الأنظمة البيئية –وربما معاينتها- بناءً على النتائج المحصاة للاستهلاك البشري. تُحسب القدرة البيولوجية لمنطقة ما بضرب مساحتها الفعلية بنسبة العائدات مع استخدام عامل تكافؤ مناسب. وعادةً ما يعبر عن القدرة البيولوجية بوحدة الهكتار العالمي. وبما أن الهكتارات العالمية قادرة على تحويل الاستهلاك البشري لموارد مثل الغذاء والماء إلى مقاييس، فبالإمكان استخدام القدرة البيولوجية لتحديد القدرة الاستيعابية لكوكب الأرض.